# Sparkasse Paderborn
Die Sparkasse Paderborn war eine im Jahr 1848 gegründete Sparkasse mit Sitz in Paderborn. Das Geschäftsgebiet der Sparkasse Paderborn war mit Ausnahme der Stadt Delbrück das Gebiet des Kreises Paderborn sowie das Gebiet der Stadt Marsberg. Im Geschäftsgebiet war die Sparkasse Paderborn mit 46 personenbesetzten Geschäftsstellen vertreten. Am 1. Januar 2012 fusionierte die Sparkasse Paderborn mit der Sparkasse Detmold zur Sparkasse Paderborn-Detmold.

## Organisation
Gemäß § 1 Abs. 1 SpkG NW war die Sparkasse eine landesrechtliche Anstalt des öffentlichen Rechts. Sie war Mitglied des Sparkassenverband Westfalen-Lippe (SVWL) und über diesen dem Deutschen Sparkassen- und Giroverband e. V. (DSGV), Berlin und Bonn, angeschlossen. Träger der Sparkasse war der Sparkassenzweckverband, der vom Kreis Paderborn und den Städten Paderborn und Marsberg gebildet wurde. Der Sparkassenzweckverband war eine Körperschaft des öffentlichen Rechts mit Sitz in Paderborn und war ebenfalls Mitglied des SVWL.

## Geschäftstätigkeit
Bilanzielle Entwicklung in Mio. EUR
| Geschäftsjahr | Geschäftsvolumen | Kreditvolumen | Kundeneinlagen |
| ------------- | ---------------- | ------------- | -------------- |
| 2005          | 2.716,9          | 1.905,9       | 1.930,7        |
| 2006          | 2.826,1          | 1.926,7       | 2.008,8        |
| 2007          | 2.929,7          | 1.901,6       | 2.064,3        |
| 2008          | 3.048,0          | 1.887,0       | 2.145,4        |
| 2009          | 3.100,0          | 1.904,5       | 2.155,0        |
| 2010          | 3.140,0          | 2.006,9       | 2.210,7        |

Die Geschäftstätigkeit der Sparkasse Paderborn betraf das Gebiet der Städte Paderborn, Marsberg, Büren, Bad Wünnenberg, Lichtenau, Salzkotten und Bad Lippspringe, sowie der Gemeinden Hövelhof, Altenbeken und Borchen. Gemessen an der Bilanzsumme nahm sie im Jahr 2009 bundesweit Rang 90 von 431 Sparkassen ein.

## Geschichte
Am 1. September 1848 nahm die Spar- und Leihkasse des Kreises Paderborn ihre Geschäftstätigkeit auf. Sie wuchs im weiteren Verlauf des 19. Jahrhunderts bei vorsichtiger Geschäftspolitik im Rahmen ihres wirtschaftlichen Umfelds stetig. Am 1. Oktober 1903 wurde die städtische Sparkasse Paderborn gegründet. Diese entwickelte sich in den 71 Geschäftsjahren ihrer selbstständigen Existenz bis 1973 in Konkurrenz zu der Kreissparkasse Paderborn, zu einem leistungsfähigen Kreditinstitut. Zum 1. Januar 1974 beschlossen der Paderborner Kreistag und der Rat der Stadt Paderborn, einen Sparkassenzweckverband zu gründen und die Stadtsparkasse Paderborn sowie die Kreissparkasse Paderborn zu vereinigen. Die so gebildete Sparkasse Paderborn nahm dann in einem zweiten Schritt nach der Gebietsreform zum 1. Juli 1975 auch die Kreissparkasse Büren auf. Am 1. April 2002 erfolgte die Fusion mit der Stadtsparkasse Marsberg. Am 1. Januar 2012 fusionierte die Sparkasse Paderborn mit der Sparkasse Detmold zur Sparkasse Paderborn-Detmold.